# Уша (чувашская мифология)
Уша (чув. Уша, Уша çăлтăр) так же Улчепи — в чувашской мифологии утренняя звезда, звезда утренней зари, особенно ярко светится осенью, в месяце юпа (октябрь).
По мифологичным представлениям некрещённых чувашей, начиная с полуночи и до восхода солнца ведёт борьбу с ночной тьмой. По названию, образу и действиям восходит к древним тюркским мифологичным представлениям см. Ульгень

## Представления
По преданиям бог Тĕнчери Турă (Творец вселенной) вонзил 5 опор между небом и землей, чтобы разделит верхний и средний мир. Первые 4 столба были установлены по краям земли и его держали исполины Улыпы своими спинами, а главный пятый центральный золотой столб Уша юпи (ин. Улчеби, Тĕп юпа) был основным, держащим кăвак хуппи — синюю крышку, его вершину можно видеть каждое утро — венера.

## Использование
Наиболее древний вариант, о котором сохранились сведения, представлял собой полый столб. Его ставили под матицей в переднем углу печи в середине избы, от него под потолком на уровне выше человеч. роста к передней и боковой стенам отходили перекладины (лаптак кашта) и врубленная в опечек лавка [уша (оша) пуççи или кăмака сакки]. От Уша юпи изба условно делилась на части: переднюю (тĕпел-кухня) и заднюю (алăк кукри), левую (муж.) и правую (жен.) половины.
Уша юби — вестник богов, связь с богам, проводник душ умерших. Через него чуваши связываются со своими духами умерших предков и с богами, через него проходит связь между всеми мирами — верхним, средним, нижним.
Уша çăлтăрĕ — покровитель путников.
Согласно чувашским мифологическим преданиям жилище представляло собой модель вселенной. Уша юпи символизировал ось мира (тĕнче тĕнĕлĕ), его Тĕнчери Турă вонзил между небом и землей как опору, его конец можно видеть утром на небе (утреняя звезда). у к-рой произносились моления о благополучии в доме или пути. Во время молений, а также при ночных бдениях у тела умершего на У. крепили зажжённую свечу, к-рая символизировала звезду утренней зари Уша, огонь свечи поддерживался до рассвета. На У. вешали чистое полотенце при похоронах (считалось, что им вытирается душа умершего, покидая дом), новобрачная в ходе свадебного обряда вешала полотенце в честь Пирĕшти. Обряды, связанные с У., исследователи связывают с зороастризмом, название уша восходит к авестийскому обозначению Венеры (древнеиран. Уш(а) — звезда, заря, утро; времени от полуночи до зари покровительствует божество Ушахина).